# John B. Sullivan
John Berchmans Sullivan (* 10. Oktober 1897 in Sedalia, Missouri; † 29. Januar 1951 in Bethesda, Maryland) war ein US-amerikanischer Politiker. Zwischen 1941 und 1951 vertrat er mehrfach den Bundesstaat Missouri im US-Repräsentantenhaus.

## Werdegang
John Sullivan war der Ehemann der Kongressabgeordneten Leonor Sullivan. Er besuchte zunächst die St. Patrick’s School in Sedalia. Seit 1910 lebte er in St. Louis, wo er im Jahr 1914 die Gonzaga Hall High School absolvierte. Danach studierte er bis 1918 an der Saint Louis University. Während der Endphase des Ersten Weltkrieges diente er im Jahr 1918 als Infanterist in der US Army. Nach einem anschließenden Jurastudium an der Saint Louis University und seiner 1922 erfolgten Zulassung als Rechtsanwalt begann er in St. Louis in diesem Beruf zu arbeiten. Gleichzeitig schlug er als Mitglied der Demokratischen Partei eine politische Laufbahn ein. In den Jahren 1928, 1932 und 1940 war er Delegierter auf den regionalen demokratischen Parteitagen in Missouri. Von 1936 bis 1938 gehörte er zu den juristischen Beratern der Stadt St. Louis. Zwischen 1938 und 1940 fungierte er als Sekretär des dortigen Bürgermeisters Bernard F. Dickmann.
Bei den Kongresswahlen des Jahres 1940 wurde Sullivan im elften Wahlbezirk von Missouri in das US-Repräsentantenhaus in Washington, D.C. gewählt, wo er am 3. Januar 1941 die Nachfolge von Thomas C. Hennings antrat. Da er im Jahr 1942 dem Republikaner Louis E. Miller unterlag, konnte er bis zum 3. Januar 1943 zunächst nur eine Legislaturperiode im Kongress absolvieren. Diese war von den Ereignissen des Zweiten Weltkrieges bestimmt, an dem die USA seit dem 7. Dezember 1941, dem Tag des japanischen Angriffs auf Pearl Harbor, teilnahmen.
Im Jahr 1944 wurde Sullivan erneut in den Kongress gewählt, wo er am 3. Januar 1945 Louis Miller wieder ablöste. Zwischen dem 3. Januar 1945 und dem 3. Januar 1947 konnte er eine weitere Legislaturperiode im US-Repräsentantenhaus verbringen, während der Zweite Weltkrieg endete. Im Jahr 1946 verlor Sullivan gegen Claude I. Bakewell von der Republikanischen Partei, der das Mandat zwischen dem 3. Januar 1947 und dem 3. Januar 1949 ausübte. In diesen Jahren arbeitete Sullivan für das US-Justizministerium. Bei den Wahlen des Jahres 1948 wurde Sullivan erneut im elften Distrikt seines Staates in den Kongress gewählt. Nach einer Wiederwahl im Jahr 1950 konnte er dieses Mandat bis zu seinem Tod am 21. Januar 1951 ausüben. Diese Zeit war von den Ereignissen des Kalten Krieges geprägt.